# مجموعه خواجه گاوکشان
مجموعه خواجه گاوکشان یکی از بزرگترین مجموعه‌های معماری در میانهٔ بخارا است که همراه با شماری دیگر از سازه‌های میانی بخارا، در فهرست میراث جهانی یونسکو گنجانده شده‌است.
نام گاوکشان به معنای «کشتن گاو» است زیرا این جایگاه، پیشتر جایی برای دادوستد جانوران بوده‌است.
این مجموعه دربردارندهٔ یک مدرسه و یک مسجد با گلدسته‌ای بلند و پهن است که پهنای آن برابر با گلدسته‌های خواجه کلان ولی بلندایش کمتر است.
این مجموعه در سال ۱۵۷۰ در زمان فرمانروائی خان شیبانی «عبدالله دوم» ساخته‌شد.

## بن‌مایه
1. ↑  «مدرسه «گاوکشان» شاهکار معماری در «بخارا» + تصاویر (بازیاب ۱۵ آذر ۱۴۰۰)». فارس نیوز.